# 洛阳市第一高级中学
洛阳第一高级中学是位于中国河南省洛阳市的一所全日制高级中学。简称“洛一高”或“洛阳一高”。为河南省示范性普通高中。

## 历史
最早的历史可以追溯到清朝光绪三十年（1904年），当时的学校名称“河南府中学堂”。此后经历多次战乱，学校迁址数次，并无固定名称。1948年时的名称是“豫西联中”。到1954年，政府定名为“河南洛阳第一高级中学”，此时校址开始固定（位于洛阳市瀍河区夹马营路1号），使用至2010年。值得注意的是，这里原是一个尼姑庵，而瀍河区是以信仰伊斯兰教的回民居多的洛阳旧城区。到2000年，学校开始兴建西校区（位于洛阳市高新技术开发区华夏路2号），主体工程在1年内完工。初期与洛阳市第五中学联合办学，西校区亦为共用状态，到2003年，第五中学和洛阳一高的合作由于各种原因终止，洛一高独立使用西校区。2008年9月9日上午，洛一高洛南新校区在洛南新区学府街南端开工建设。建成后校园占地总面积300亩，总投资约2.8亿元，设计规模为120个教学班，在校生6000人。新校区建成后校址将迁于此。2010年秋季开学，洛一高已经整体迁入洛南新校区。夹马营路校址如今由洛阳第四高级中学使用。

## 评价
- 北京大學校长胡适曾圈定该校为“全国二十个最好的中学之一”[來源請求]。
- 目前仍在洛阳民众心目中维持着极高地位[原創研究？][具体情况如何？]。